# Leucostoma aterrimum
Leucostoma aterrimum är en tvåvingeart som först beskrevs av Charles Joseph de Villers 1789.  Leucostoma aterrimum ingår i släktet Leucostoma och familjen parasitflugor. Inga underarter finns listade i Catalogue of Life.